# 李杰龍
李杰龍（1717年—1788年），字光四，山東省兗州府汶上縣（今山東省濟寧市梁山縣开河村）人，清朝政治人物、進士出身。
乾隆十年，登武進士，改三等侍衛。乾隆十五年，任浙江處州鎮標中營遊擊。乾隆二十六年，任浙江撫標中軍參將。乾隆二十九年，任浙江平陽協副將。乾隆三十五年，任浙江處州鎮總兵。乾隆三十八年，任浙江提督。乾隆四十三年任伊犁屯田總兵。乾隆四十七年，任江西九江協副將。乾隆四十八年，署江西南昌總兵官。次年，任貴州鎮遠鎮總兵。